# Conquista asiria de Egipto
La conquista asiria de Egipto cubrió un período relativamente corto de dominación del Imperio neoasirio sobre la dinastía XXV de Egipto, desde el 677 a. C. hasta el 663 a. C.

## Contexto
Los egipcios y kushitas habían comenzado a agitar a los pueblos dentro del imperio asirio en un intento por afianzarse en la región. Como resultado, en 701 a. C., Ezequías de Judá, Lule, rey de Sidón, Sidka, rey de Ascalón y el rey de Ecrón formaron una alianza con Egipto contra Asiria. El gobernante neoasirio Senaquerib (705-681 a. C.) atacó a los rebeldes, conquistando Ascalón, Sidón y Ecrón, derrotando a los egipcios y expulsándolos de la región. Marchó hacia Jerusalén, destruyendo 46 pueblos y aldeas (incluida la ciudad de Laquis, fuertemente defendida) en su camino. Esto se describe gráficamente en Isaías 10; No está claro exactamente qué sucedió después (la Biblia dice que un ángel del Señor mató a 185.000 soldados asirios en Jerusalén después de que Ezequías oró en el templo). Hay varias teorías (el ejército de Taharqo, enfermedades, la intervención divina, la rendición de Ezequías, la teoría de los ratones de Heródoto) sobre por qué los asirios no tomaron Jerusalén y se retiraron a Asiria. El relato de Senaquerib dice que Judá le pagó tributo y se fue.
En 681 a. C., Senaquerib fue asesinado mientras rezaba al dios Nisroch por uno o más de sus propios hijos (supuestamente llamados Adramelec, Abimelec y Sharezer), tal vez como retribución por su destrucción de Babilonia.

## Invasión de Asarhaddón (673 a.C.)

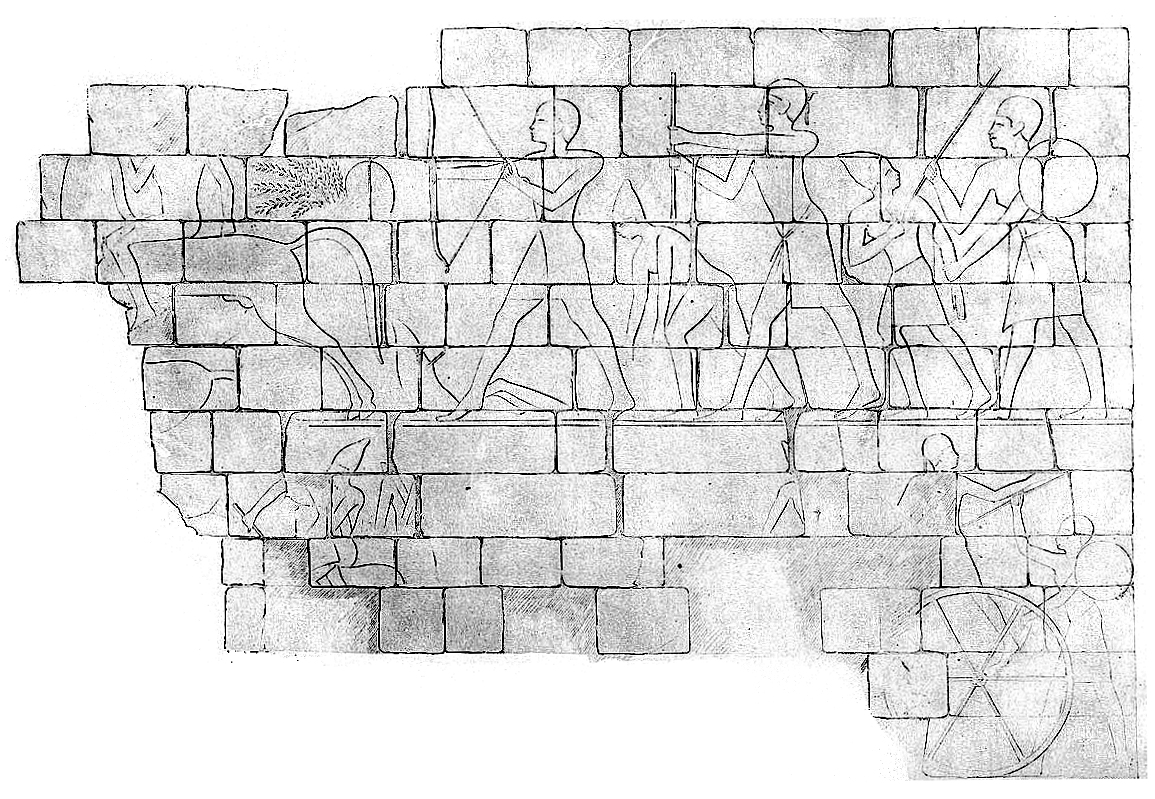
Relieve del templo de Amón, Jebel Barkal, que muestra a los kushitas derrotando a los asirios

Asarhaddón (gobernó 681-669 a. C.), hijo de Senaquerib, dirigió varias campañas contra Taharqo de Egipto, que registró en varios monumentos. Su primer ataque en 677 a. C., destinado a pacificar a las tribus árabes alrededor del Mar Muerto, lo llevó hasta el arroyo de Egipto .

### Campaña del 673 a.C.

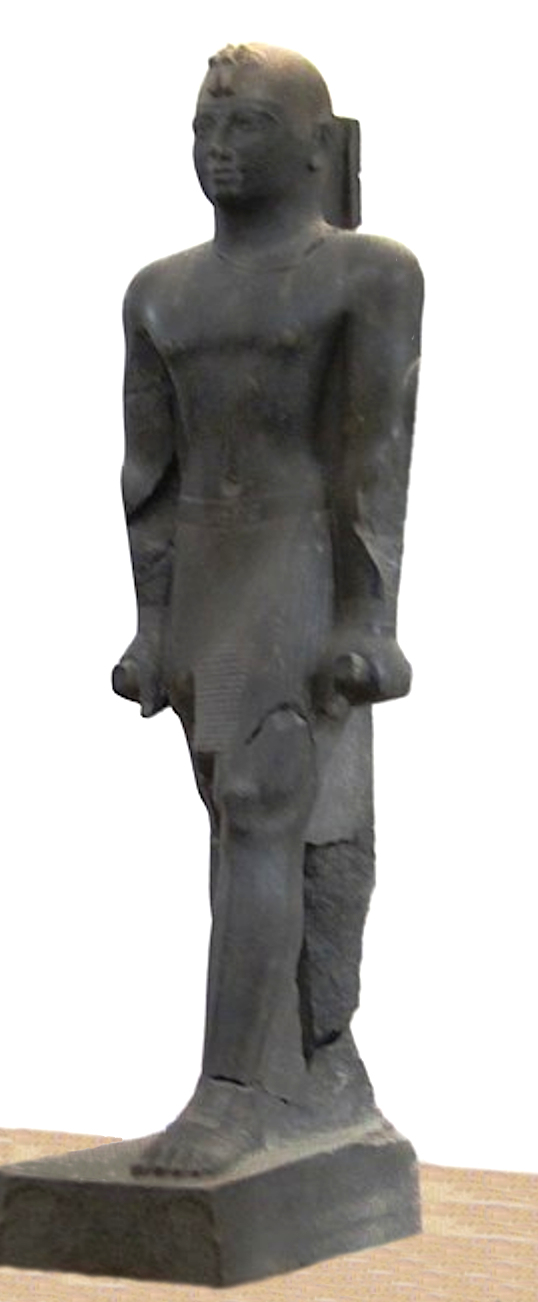
Estatua del gobernante kushita Taharqo, quien dirigió la lucha contra los asirios. Museo de Kerma.

Asarhaddón luego asaltó Egipto en 673 a. C. Esta invasión, que solo algunas fuentes asirias discuten, terminó en lo que algunos eruditos han asumido como posiblemente una de las peores derrotas de Asiria. Taharqo y su ejército derrotaron directamente a los asirios en el 674 a. C., según los registros babilónicos. Después de esta derrota, Asarhaddón abandonó su plan de conquistar Egipto por el momento y se retiró a Nínive. 

### Campaña del 671 a.C.
Dos años más tarde, Asarhaddón lanzó una invasión total. En los primeros meses del 671 a. C., Asarhaddón volvió a marchar contra Egipto. El ejército reunido para esta segunda campaña egipcia era considerablemente más grande que el que había usado Asarhaddón en 673 y marchó a una velocidad mucho más lenta para evitar los problemas que habían plagado su intento anterior. En su camino pasó por Harrán, una de las principales ciudades del oeste de su imperio. Aquí, una profecía fue revelada al rey, que predijo que la conquista de Egipto por parte de Asarhaddón sería exitosa. Según una carta enviada a Asurbanipal después de la muerte de Asarhaddón , la profecía era la siguiente:

Cuando Asarhaddon marchó a Egipto, se erigió un templo de madera de cedro en Harran. Allí, el dios Sin estaba entronizado sobre una columna de madera, con dos coronas en la cabeza, y parado frente a él estaba el dios Nuska. Asarhaddon entró y se colocó las coronas en la cabeza, y se proclamó lo siguiente: "¡Saldrás y conquistarás el mundo!" Y fue y conquistó Egipto.

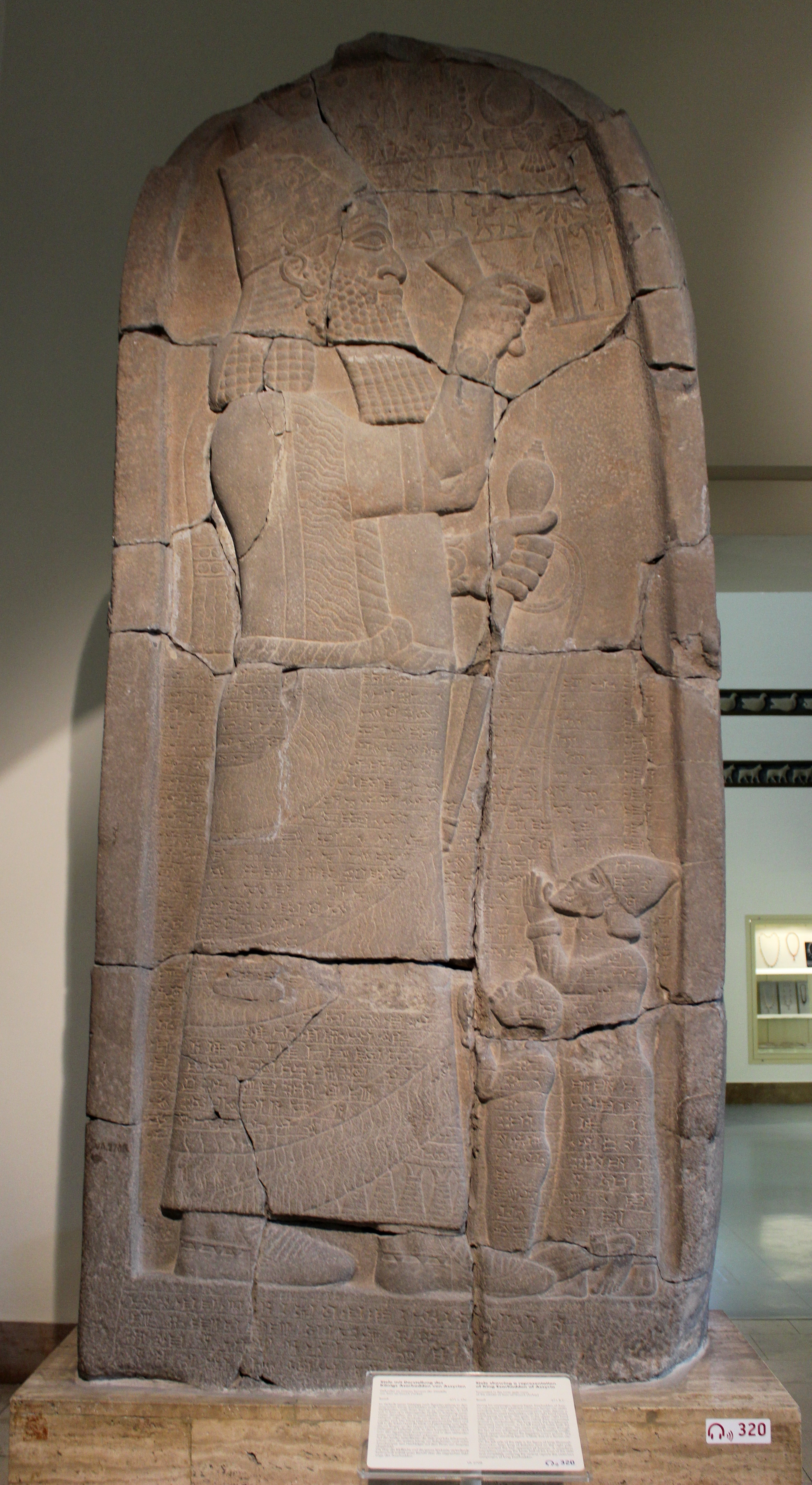
La estela de la victoria de Asarhaddón (ahora en el Museo de Pérgamo) fue creada después de la victoria del rey en Egipto y representa a Asarhaddón en una pose majestuosa con una maza de guerra en la mano y un rey vasallo arrodillado ante él. También está presente Ushankhuru, el hijo pequeño del faraón derrotado Taharqo, arrodillado y con una cuerda alrededor de su cuello.

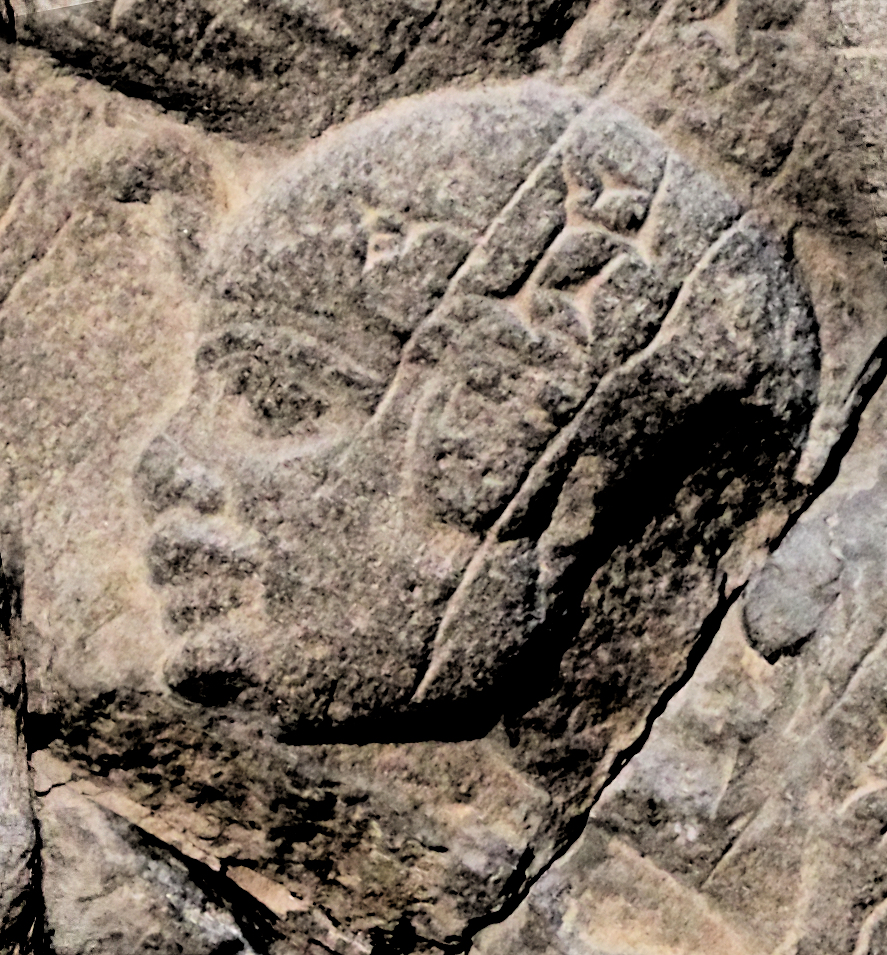
Ushankhuru, el hijo cautivo de Taharqo, representado por los asirios en la estela de la victoria de Asarhaddón

Tres meses después de haber recibido esta profecía, las fuerzas de Asarhaddón obtuvieron la victoria en su primera batalla con los egipcios. A pesar de la profecía y el éxito inicial, Asarhaddón no estaba convencido de su propia seguridad. Apenas once días después de haber derrotado a los egipcios, realizó el ritual del "rey sustituto", un antiguo método asirio destinado a proteger y proteger al rey del peligro inminente anunciado por algún tipo de presagio. Asarhaddón había realizado el ritual a principios de su reinado, pero esta vez lo dejó incapaz de comandar su invasión de Egipto. 
En 671 a. C., Asarhaddón tomó y saqueó Menfis, donde capturó a numerosos miembros de la familia real. Aunque el faraón Taharqo había escapado hacia el sur, Asarhaddón capturó a la familia del faraón, incluidos su hijo y su esposa, y la mayor parte de la corte real, que fueron enviados de regreso a Asiria como rehenes. Asarhaddón reorganizó la estructura política en el norte, los gobernadores leales al rey asirio fueron colocados a cargo de los territorios conquistados, y estableció a Necao I como rey en Sais. Tras el regreso de Asarhaddón a Asiria, erigió una estela junto a la anterior estela conmemorativa de Nahr el-Kalb, así como una estela de la victoria en Zincirli Höyük, mostrando al joven hijo de Taharqo, Ushankhuru, en cautiverio.
Las Crónicas mesopotámicas relatan cómo Egipto "fue saqueado y sus dioses fueron secuestrados". La conquista resultó en la reubicación de un gran número de egipcios al corazón de Asiria.  En un extracto del texto inscrito en su estela de la victoria, Asarhaddón describe la conquista con las siguientes palabras:

Maté a multitudes de sus hombres [de Taharqo] y yo lo golpeé cinco veces con la punta de mi jabalina, con heridas de las que no hubo recuperación. Menfis, su ciudad real, en medio día, con minas, túneles, asaltos, asedié, capturé, destruí, arrasé, quemé con fuego. Su reina, su harén, Ushanahuru, su heredero, y el resto de sus hijos e hijas, su propiedad y sus bienes, sus caballos, su ganado, sus ovejas, en innumerables números, me los llevé a Asiria. La raíz de Kush la arranqué de Egipto y nadie de allí escapó para someterse a mí. En todo Egipto nombré nuevos reyes, virreyes, gobernadores, comandantes, capataces y escribas. Ofrendas y cuotas fijas establecí para Assur y los grandes dioses para siempre; Mi tributo e impuesto real, anualmente sin cesar, les impuse. 
 Hice una estela con mi nombre inscrito en ella y en ella hice que se escribiera la gloria y el valor de Assur, mi señor, mis poderosas hazañas, cómo fui hacia y desde la protección de Assur, mi señor, y el poder de mi mano conquistadora. Para la mirada de todos mis enemigos, hasta el final de los días, lo establecí.
Estela de la victoria de Asarhaddon

Sin embargo, tras la partida del rey asirio, Taharqa intrigó en los asuntos del Bajo Egipto y avivó numerosas revueltas. En 669 a. C., Taharqo volvió a ocupar Menfis, así como el Delta, y reanudó las intrigas con el rey de Tiro. Los gobernadores asirios y los gobernantes títeres locales que Asarhaddón había designado sobre Egipto se vieron obligados a huir de la inquieta población nativa que anhelaba la independencia ahora que los kushitas y los nubios habían sido expulsados.
Asarhaddón lanzó una nueva campaña en 669 a. C. Sin embargo, se enfermó en el camino y murió. Su hijo mayor Shamash-shum-ukin se convirtió en rey de Babilonia y su hijo Asurbanipal se convirtió en rey de Asiria, con Asurbanipal ocupando el puesto principal y Babilonia sujeta a Nínive.

## Invasión de Asurbanipal (667 a.C.)

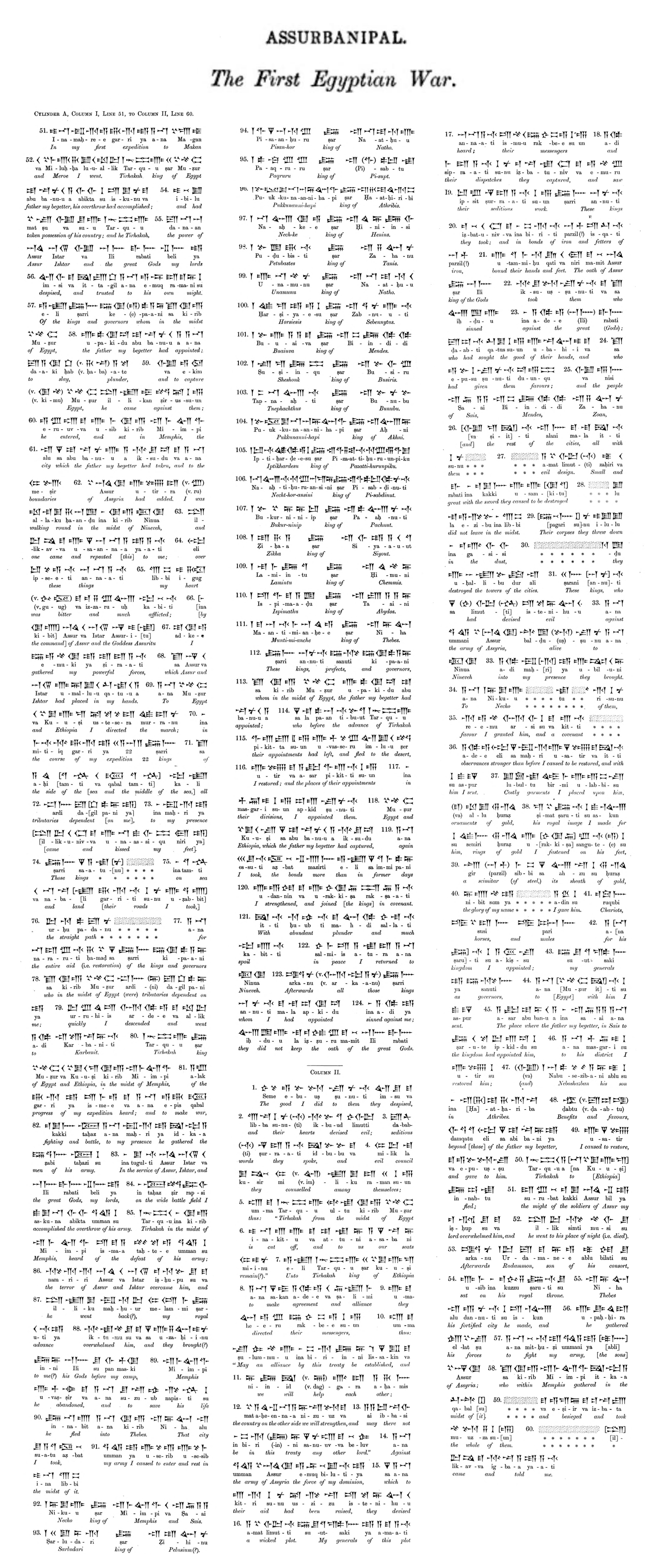
Relato de la campaña de Asurbanipal en Egipto contra TaharqO (traducción del cuneiforme, del cilindro Rassam de Asurbanipal).

Asurbanipal, o "Ashur-bani-apli", sucedió a su padre Asarhaddón en el trono. Continuó haciendo campaña y dominando Egipto, cuando no se distrajo por tener que lidiar con las presiones de los medos al este, y los cimerios y escitas al norte de Asiria. Instaló a un faraón egipcio nativo, Necao I, como rey vasallo en 664 a. C.
Sin embargo, después de que se rechazara la apelación de Giges de Lidia de ayuda asiria contra los cimerios, se enviaron mercenarios de Lidia a Psammetichus. Para el 652 a. C., este rey vasallo pudo declarar su total independencia de Asiria con impunidad, particularmente cuando el hermano mayor de Asurbanipal, Shamash-shum-ukin de Babilonia, se infundió con el nacionalismo babilónico y comenzó una gran guerra civil ese año. Sin embargo, la nueva dinastía de Egipto mantuvo sabiamente relaciones amistosas con Asiria.

### Primera campaña contra Taharqo (667 a.C.)
Asurbanipal derrotó a Taharqo en 667 a. C., quien luego huyó a Tebas . Ashurbanipal hizo marchar al ejército asirio hasta el sur de Tebas y saqueó numerosas ciudades rebeldes:

En mi primera campaña marché contra Magan, Meluhha, Taharqo ( Tar-qu-u), rey de Egipto (, Mu-ṣur) y Etiopía ( Ku-u-si "Kush"), a quien Asarhaddon, rey de Asiria, el padre que me engendró, había derrotado, y cuya tierra puso bajo su dominio. Este mismo Taharqo olvidó el poder de Ashur, Ishtar y los otros grandes dioses, mis señores, y puso su confianza en su propio poder. Se volvió contra los reyes y regentes que mi propio padre había designado en Egipto. Entró y se instaló en Menfis, la ciudad que mi propio padre había conquistado e incorporado al territorio asirio ...
Cilindro de Rassam de Asurbanipal.

Todavía en el 665 a. C., los gobernantes vasallos de Sais, Mendes y Pelusium todavía estaban haciendo acercamientos a Taharqo en Kush. La rebelión se detuvo y Asurbanipal nombró como su gobernante vasallo en Egipto a Necao I, que había sido rey de la ciudad de Sais, y al hijo de Necao, Psamético I, quien había sido educado en la capital asiria de Nínive durante el reinado de Asarhaddón. Tras su victoria, Asurbanipal salió de Egipto.

Taharqo murió en la ciudad de Tebas en 664 a. C. Fue seguido por su sucesor designado Tanutamani, un hijo de Shabako, él mismo sucedido por un hijo de Taharqo, Atlanersa.

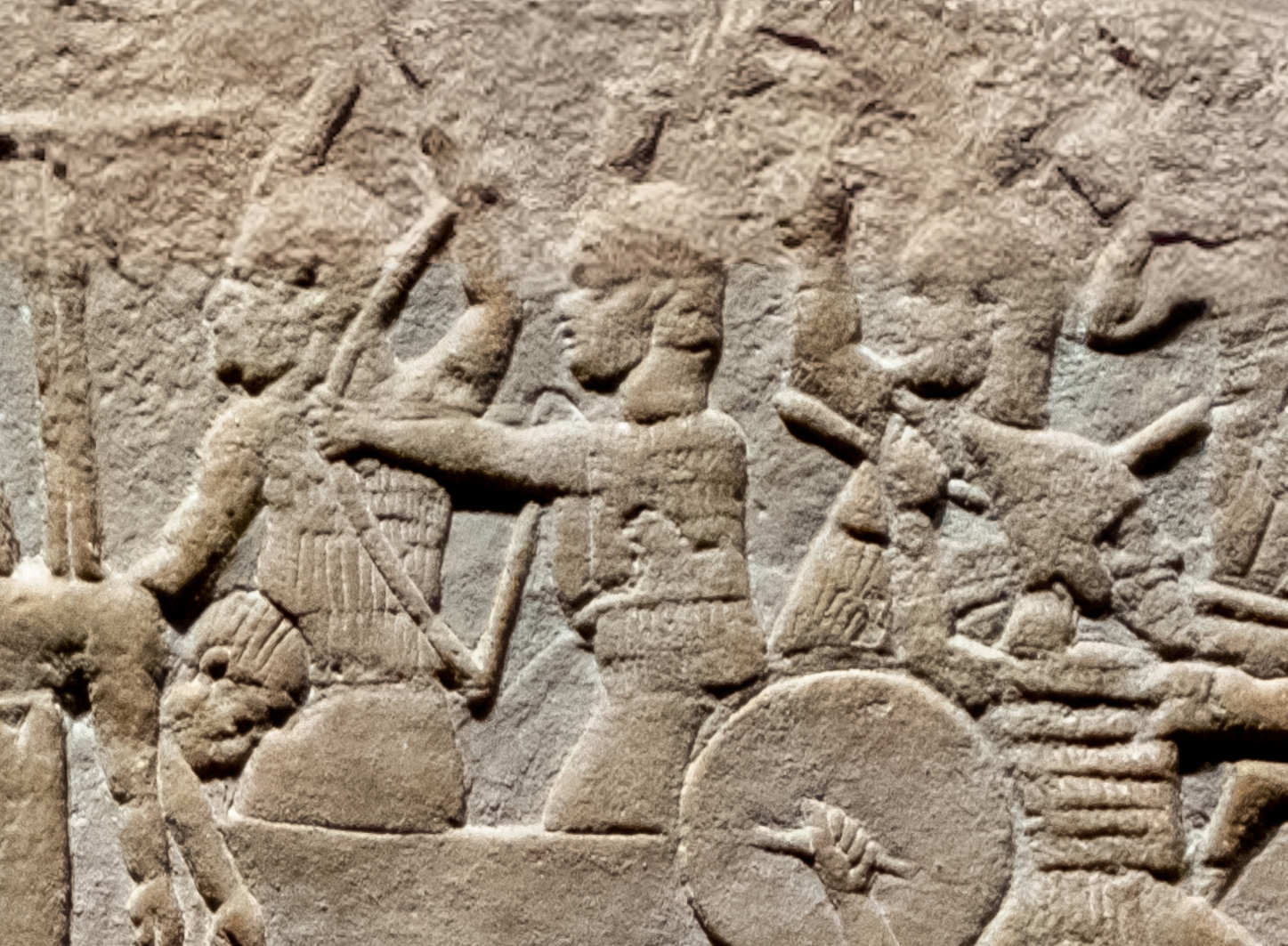
Soldados kushitas de Taharqo defendiendo su ciudad del asalto asirio
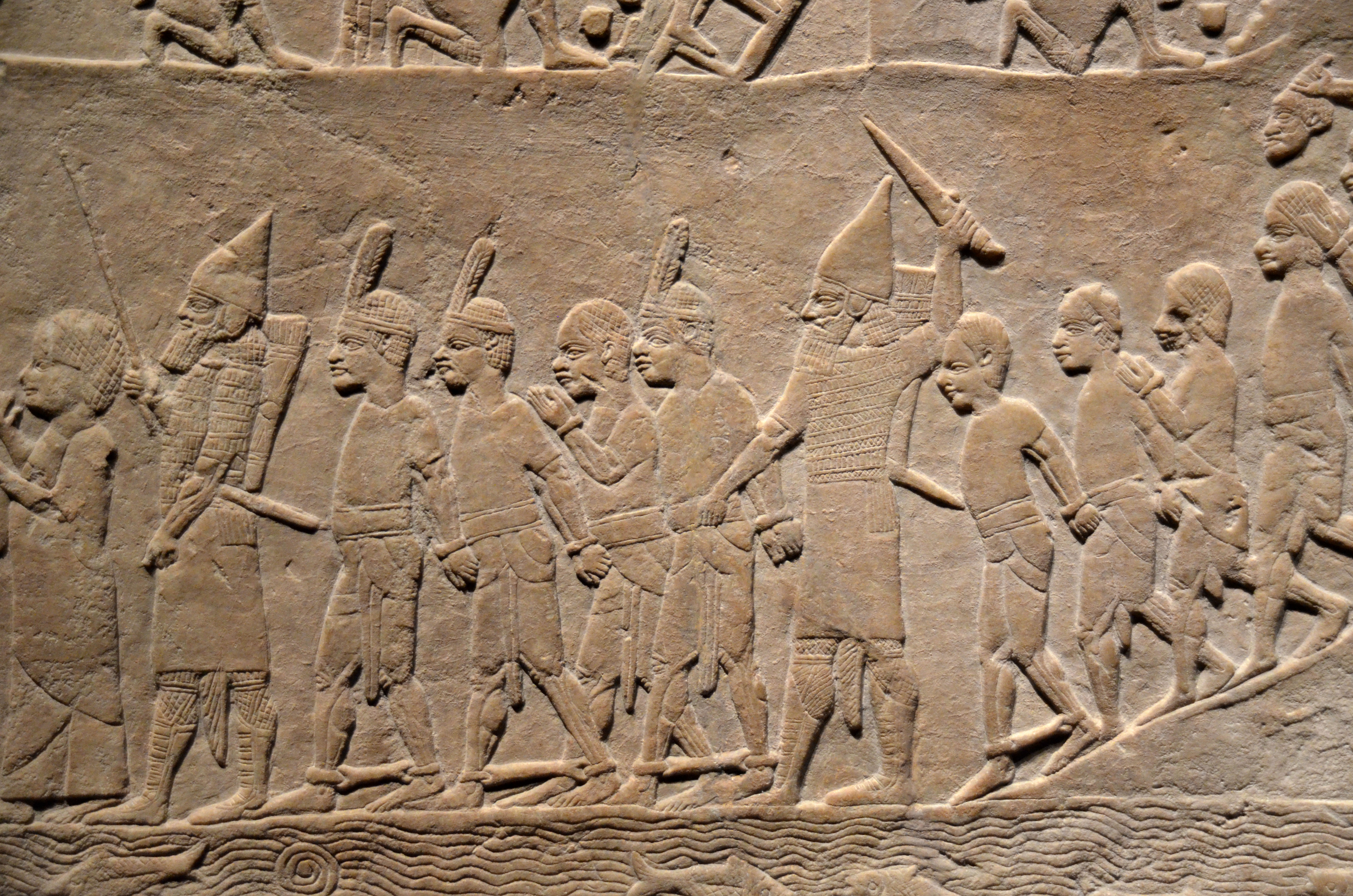
Prisioneros egipcios escoltados por guardias asirios fuera de la ciudad egipcia.
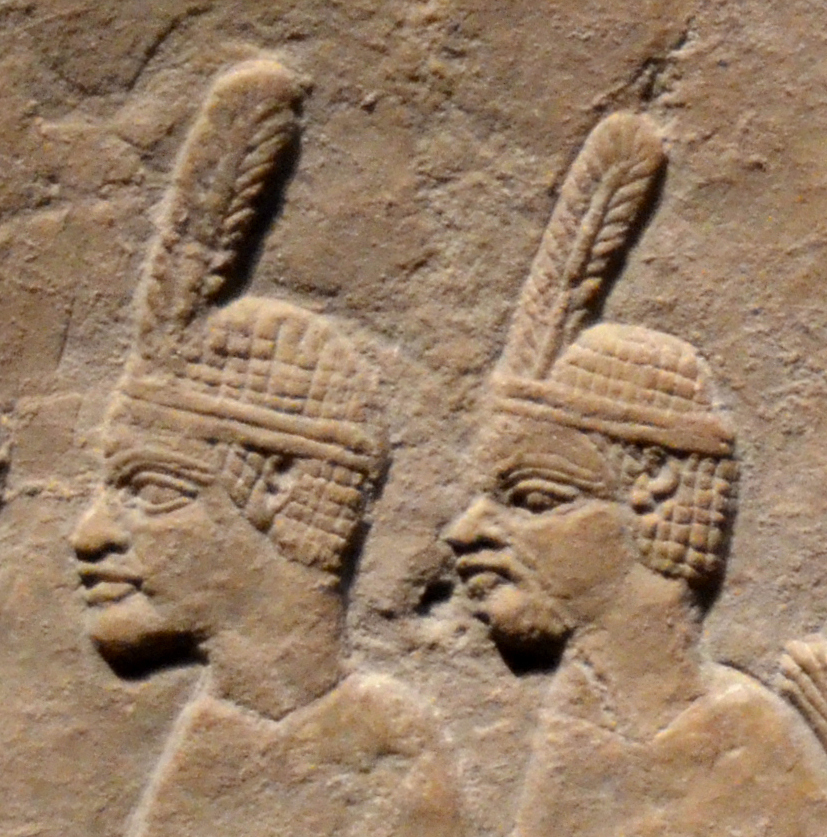
Prisioneros egipcios llevando el típico tocado de una pluma de los soldados de Taharqo.

### Segunda campaña contra Tanutamani (663 a.C.)

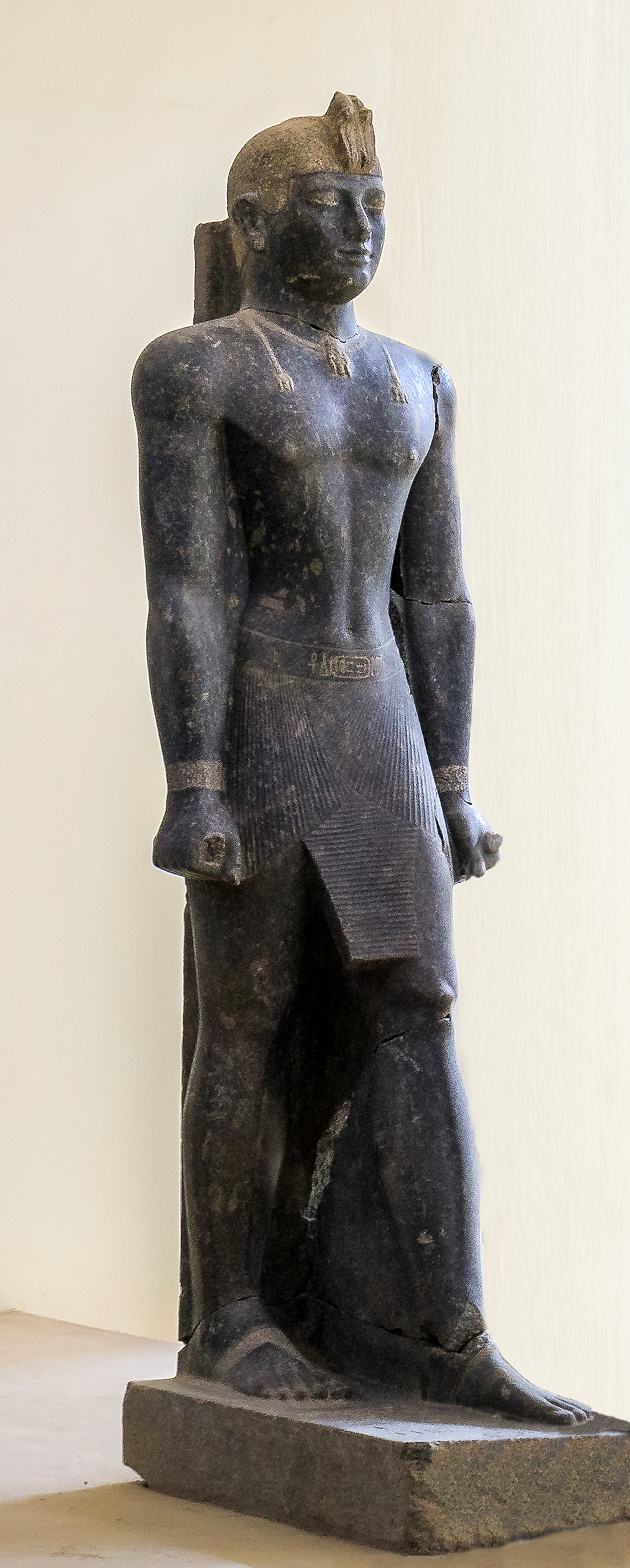
Estatua del gobernante Tanutamani, Museo de Kerma.

Egipto todavía era visto como vulnerable y Tanutamani invadió Egipto con la esperanza de devolver a su familia al trono. Esto llevó a un nuevo conflicto con Asurbanipal en 663 a. C.
Una vez que los asirios designaron a Necao I como rey y abandonaron Egipto, Tanutamani marchó por el Nilo desde Nubia y volvió a ocupar todo Egipto, incluida Menfis. Necao I, el representante de los asirios, fue asesinado en la campaña de Tanutamani.
En reacción, los asirios liderados por Asurbanipal regresaron a Egipto con fuerza. Junto con el ejército de Psamético I, que comprendía mercenarios carianos, libraron una batalla campal en el norte de Menfis, cerca del templo de Isis, entre el Serapeum y Abusir. Tanutamani fue derrotado y huyó al Alto Egipto, pero solo 40 días después de la batalla, el ejército de Asurbanipal llegó a Tebas. Tanutamani ya había salido de la ciudad hacia Kipkipi, un lugar que sigue siendo incierto pero que podría ser Kom Ombo, unos 200 km (124,3 mi) al sur de Tebas. La ciudad en sí fue conquistada «destrozada (como por) una tormenta» y saqueada en gran medida, en el saqueo de Tebas. El evento no se menciona en fuentes egipcias, pero se conoce de los anales asirios, que informan que los habitantes fueron deportados. Los asirios se llevaron un gran botín de oro, plata, piedras preciosas, ropa, caballos, animales fantásticos, así como dos obeliscos cubiertos de electro que pesaban 2.500 talentos (c. 75,5 toneladas o 166.500 libras):

Esta ciudad, toda ella, la conquisté con la ayuda de Ashur e Ishtar. Plata, oro, piedras preciosas, todas las riquezas del palacio, telas ricas, lino precioso, grandes caballos, hombres y mujeres supervisores, dos obeliscos de electro espléndido, que pesan 2.500 talentos, las puertas de los templos arranqué de sus bases y las llevé. a Asiria. Con este enorme botín dejé Tebas. Contra Egipto y Kush levanté mi lanza y mostré mi poder. Con las manos llenas he regresado a Nínive, con buena salud.
Cilindro de Rassam de Asurbanipal

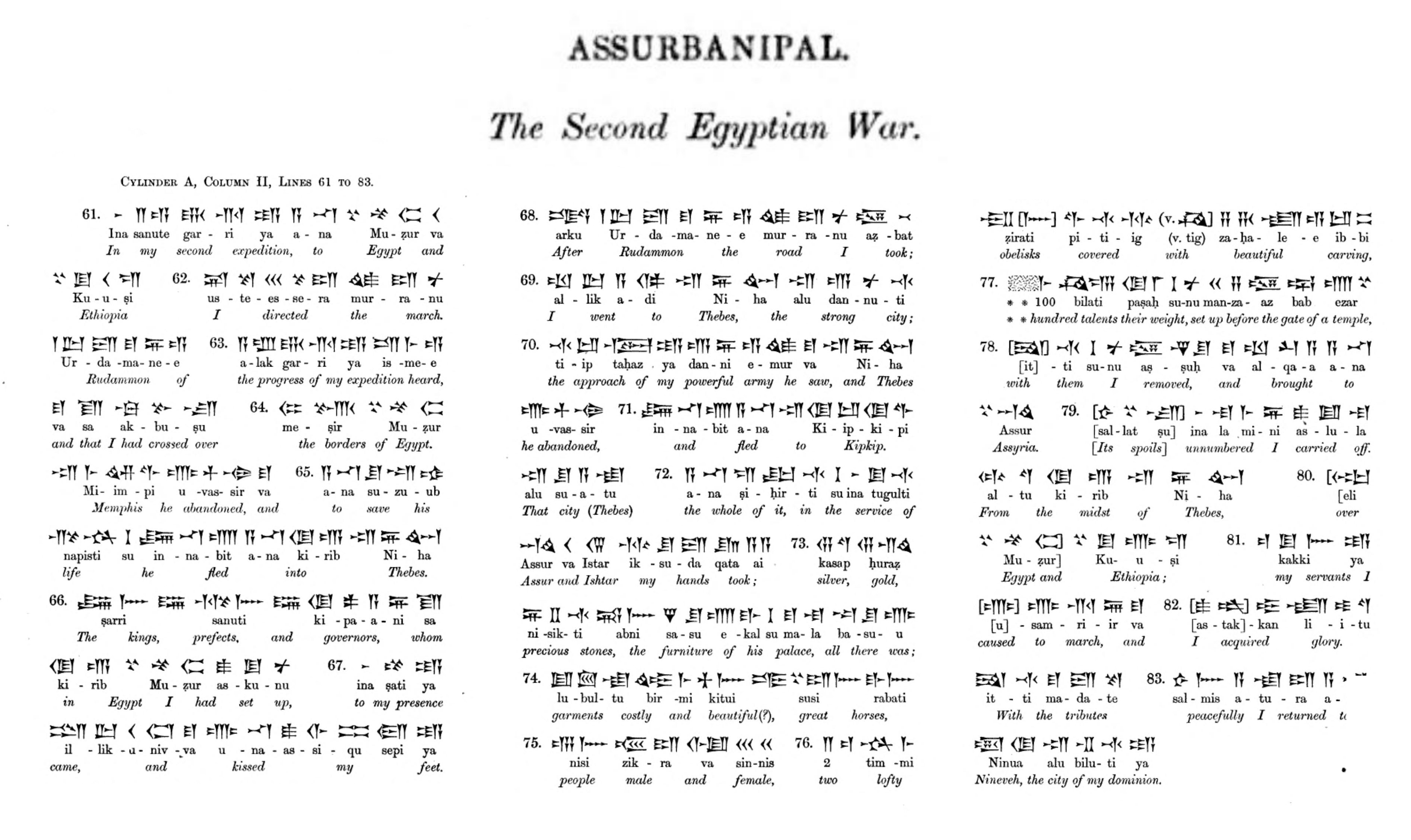
Segunda campaña de Ashurbanipal en Egipto, en el cilindro de Rassam

El saqueo de Tebas fue un acontecimiento trascendental que repercutió en todo el Antiguo Cercano Oriente. Se menciona en el libro de Nahum capítulo 3: 8-10:

¿Eres tú mejor que Tebas, que estaba asentada junto al Nilo, rodeada de aguas, cuyo baluarte era el mar, y aguas por muro? Etiopía era su fortaleza, también Egipto, y eso sin límite; Fut y Libia fueron sus ayudadores. Sin embargo ella fue llevada en cautiverio; también sus pequeños fueron estrellados en las encrucijadas de todas las calles, y sobre sus varones echaron suertes, y todos sus grandes fueron aprisionados con grillos.

Una profecía en el Libro de Isaías también se refiere al saqueo:

De la manera que anduvo mi siervo Isaías desnudo y descalzo tres años, por señal y pronóstico sobre Egipto y sobre Etiopía, así llevará el rey de Asiria a los cautivos de Egipto y los deportados de Etiopía, a jóvenes y a ancianos, desnudos y descalzos, y descubiertas las nalgas para vergüenza de Egipto. Y se turbarán y avergonzarán de Etiopía su esperanza, y de Egipto su gloria.

La reconquista asiria terminó efectivamente con el control nubio sobre Egipto, aunque la autoridad de Tanutamani todavía se reconocía en el Alto Egipto hasta su octavo año en 656 a. C. cuando la armada de Psamético I tomó pacíficamente el control de Tebas y unificó efectivamente todo Egipto. Estos eventos marcaron el inicio de la XXVI Dinastía.

## Artefactos de temática egipcia en Asiria
En Nimrud se han encontrado varios artefactos que representan a faraones, deidades o personas egipcias, y datan del período neoasirio, siglos IX-VII a. C.

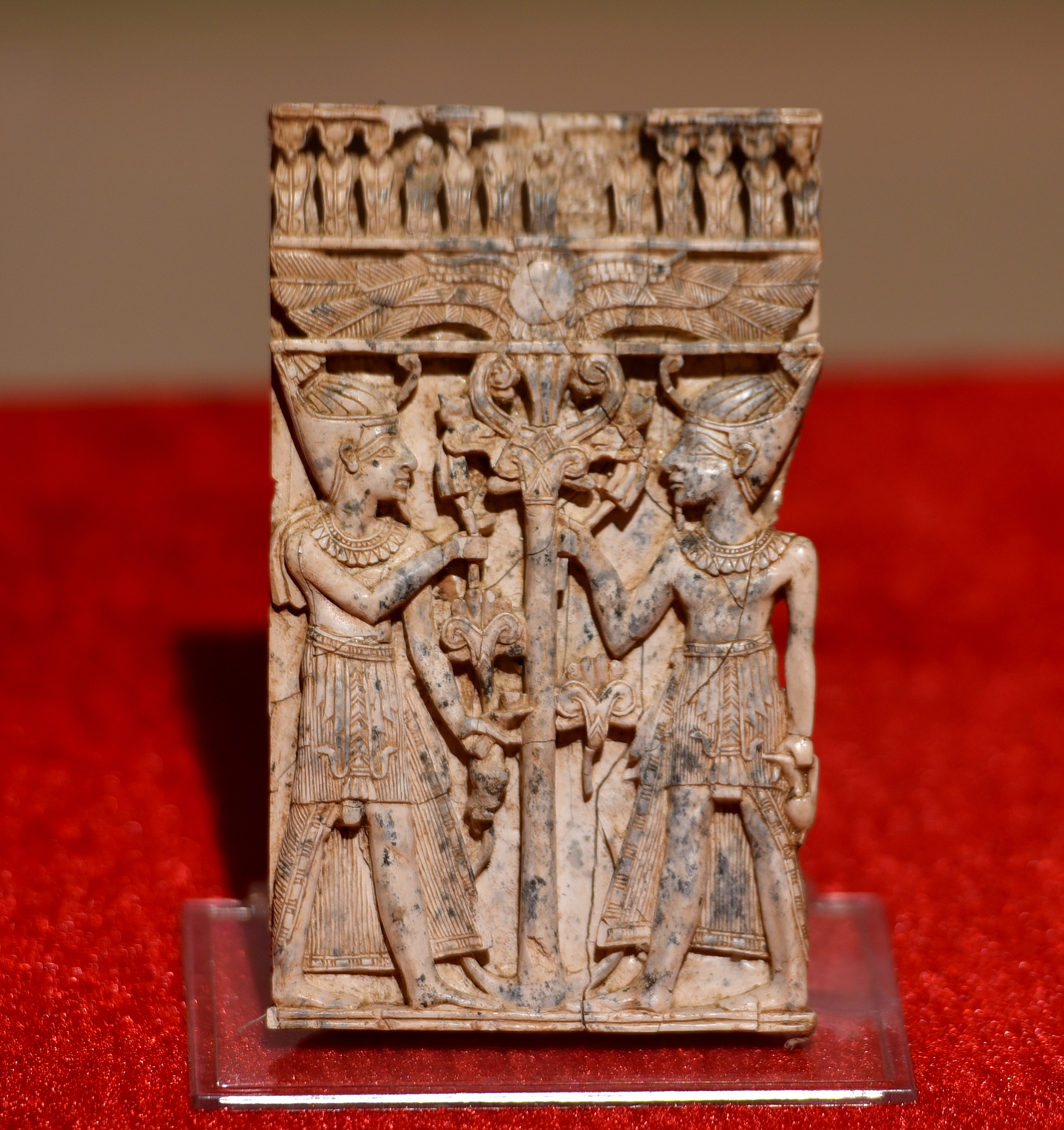
Panel de marfil tallado que muestra a jóvenes faraones egipcios flanqueando un tallo de loto y flores. De Nimrud, Irak. Museo de Irak, Bagdad.
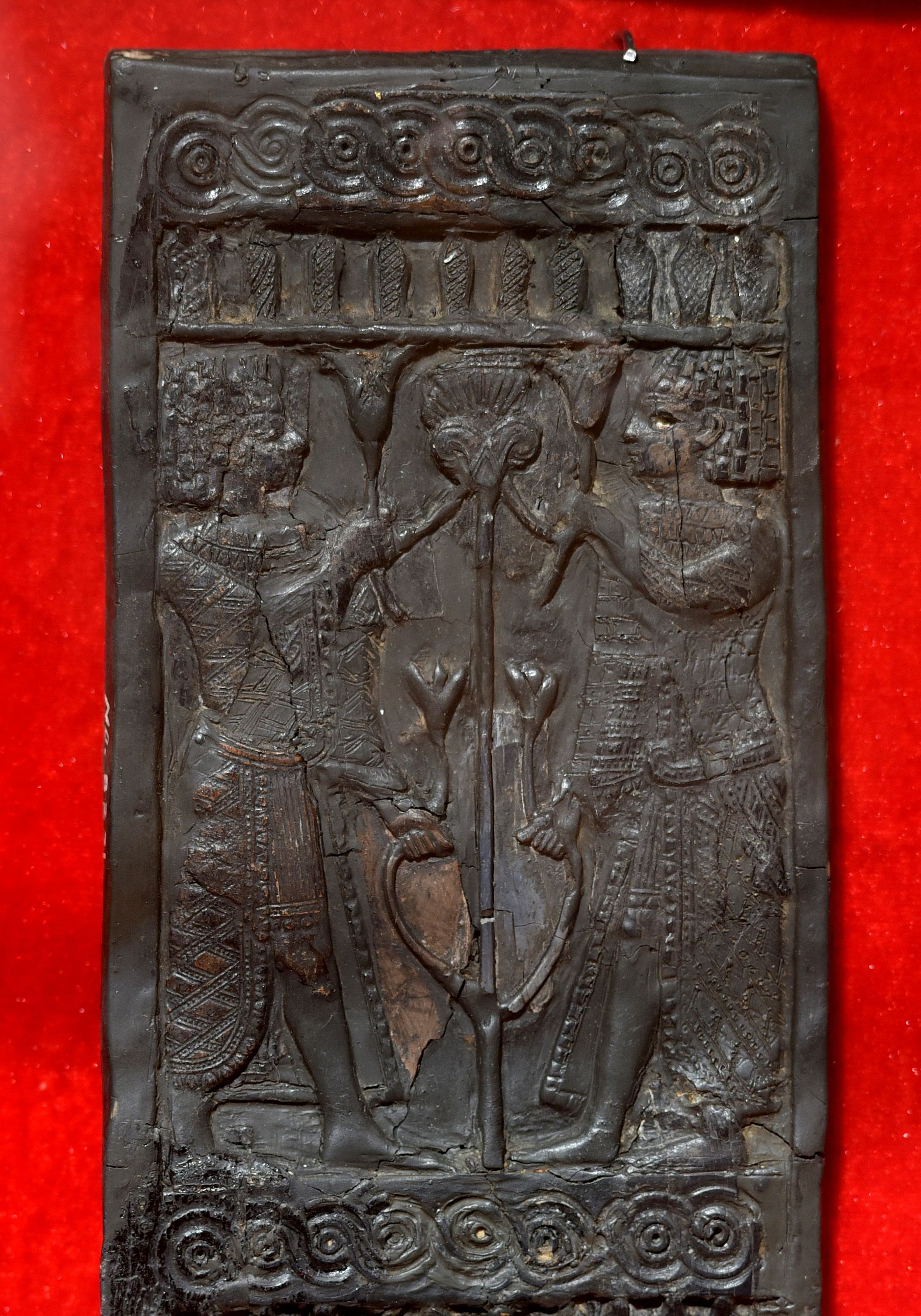
Panel de marfil tallado que muestra a jóvenes egipcios flanqueando el tallo y las flores de loto. De Nimrud, Irak. Museo de Irak.
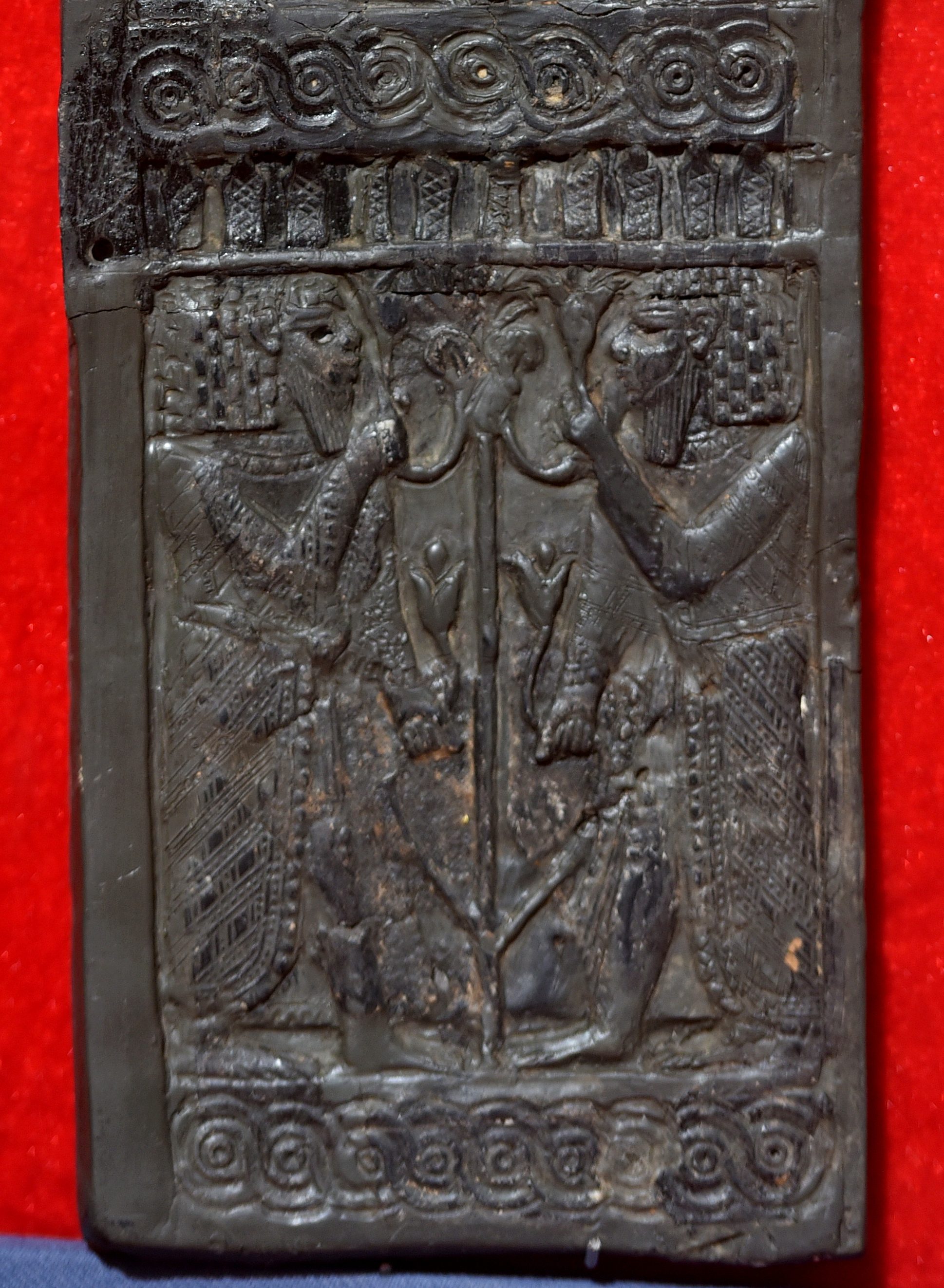
Panel de marfil tallado que muestra a jóvenes egipcios barbudos flanqueando el tallo y las flores de loto. De Nimrud, Irak. Museo de Irak.
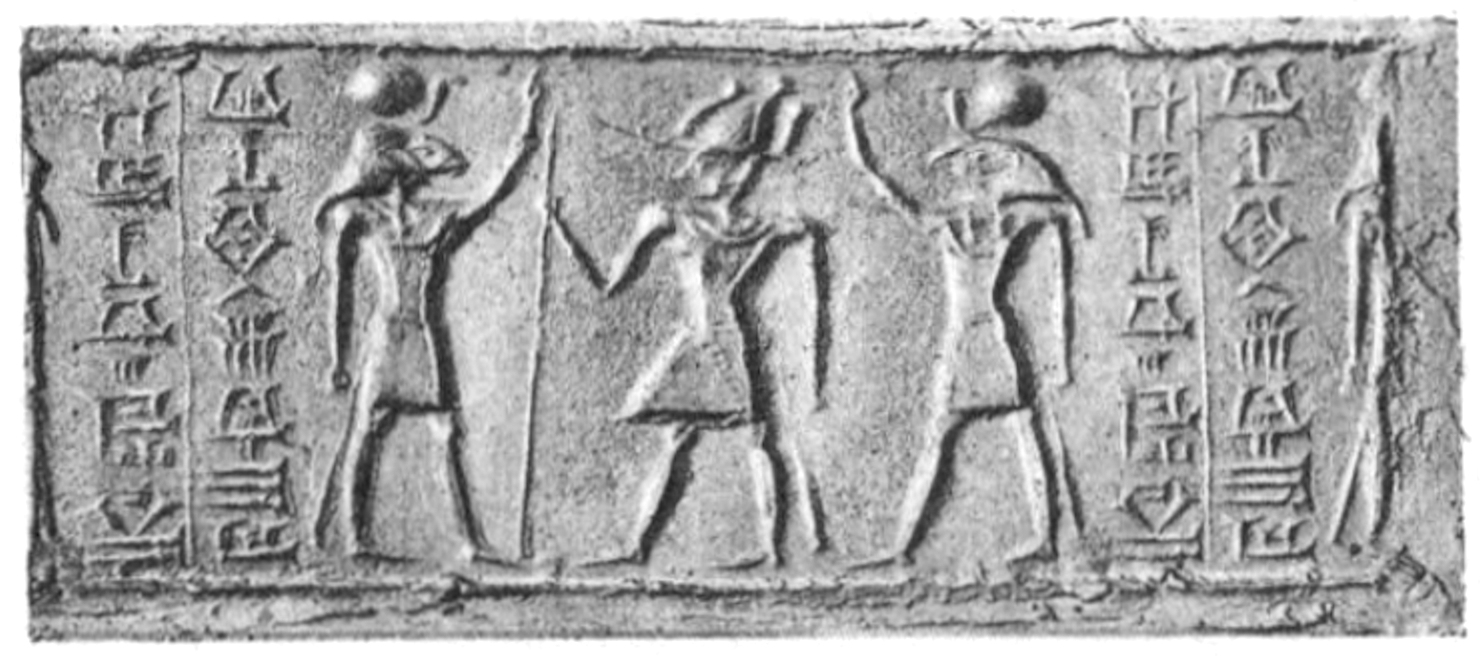
Sello cilíndrico egipcio-asirio, que combina la escritura cuneiforme asiria con las deidades egipcias.

## Decadencia del Imperio neoasirio

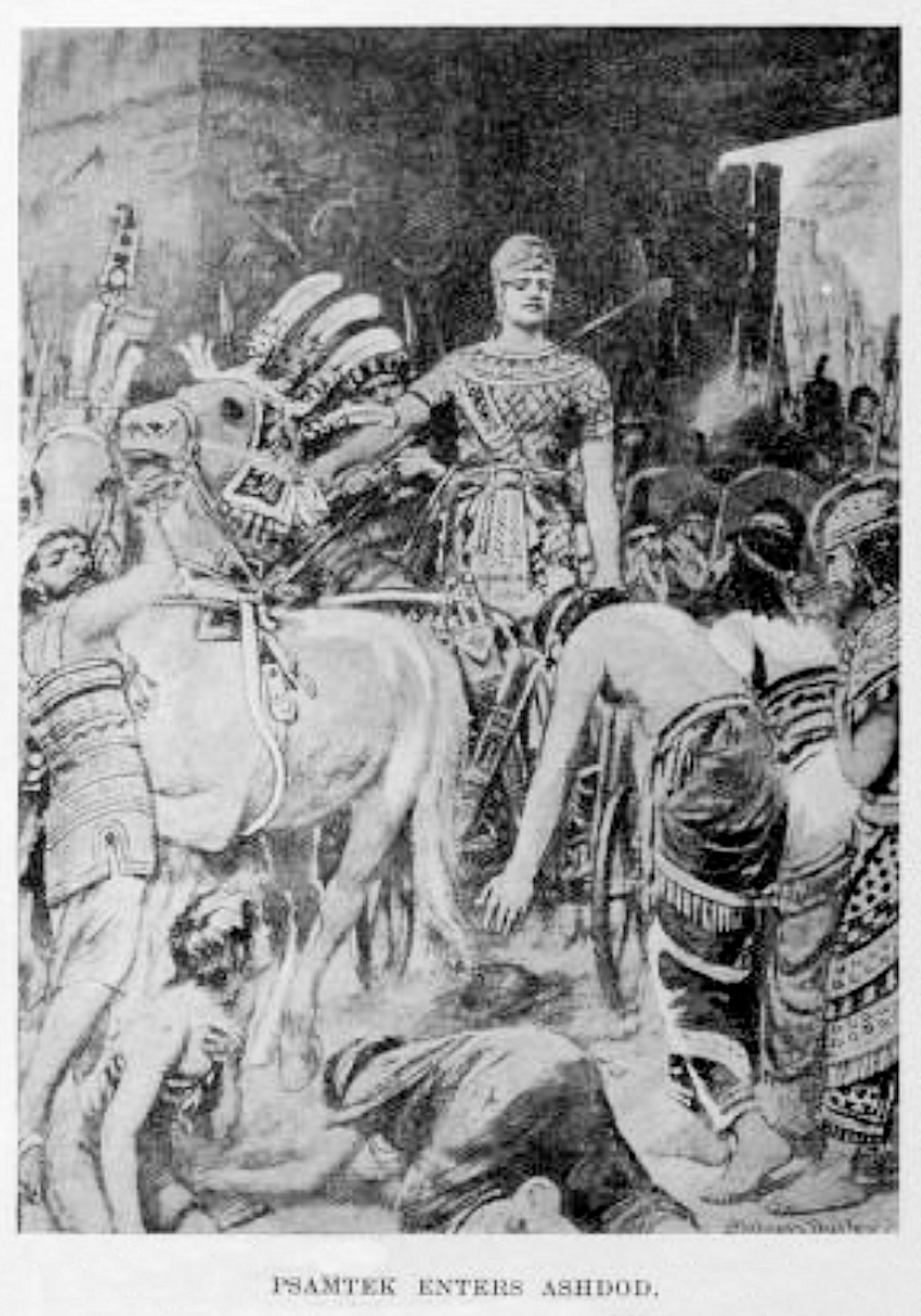
Psamético I entrando en Asdod.

La nueva dinastía egipcia instalada por los asirios, mantuvo relaciones amistosas con ellos. Pero el imperio neoasirio comenzó a desintegrarse rápidamente después de que estalló una serie de amargas guerras civiles que involucraron a varios pretendientes al trono. Mientras que el Imperio neoasirio estaba preocupado por las revueltas y la guerra civil por el control del trono, Psamético I se deshizo de sus lazos con los asirios alrededor del 655 a. C. y formó alianzas con el rey Giges de Lidia, y reclutó mercenarios de Caria y la antigua Grecia para resistir los ataques asirios.
Babilonia se aprovechó de los levantamientos en Asiria, de quien era estado vasallo, y se rebeló bajo el previamente desconocido Nabopolasar, un miembro de la tribu caldea, en 625 a. C. Lo que siguió fue una larga guerra en el corazón de Babilonia.

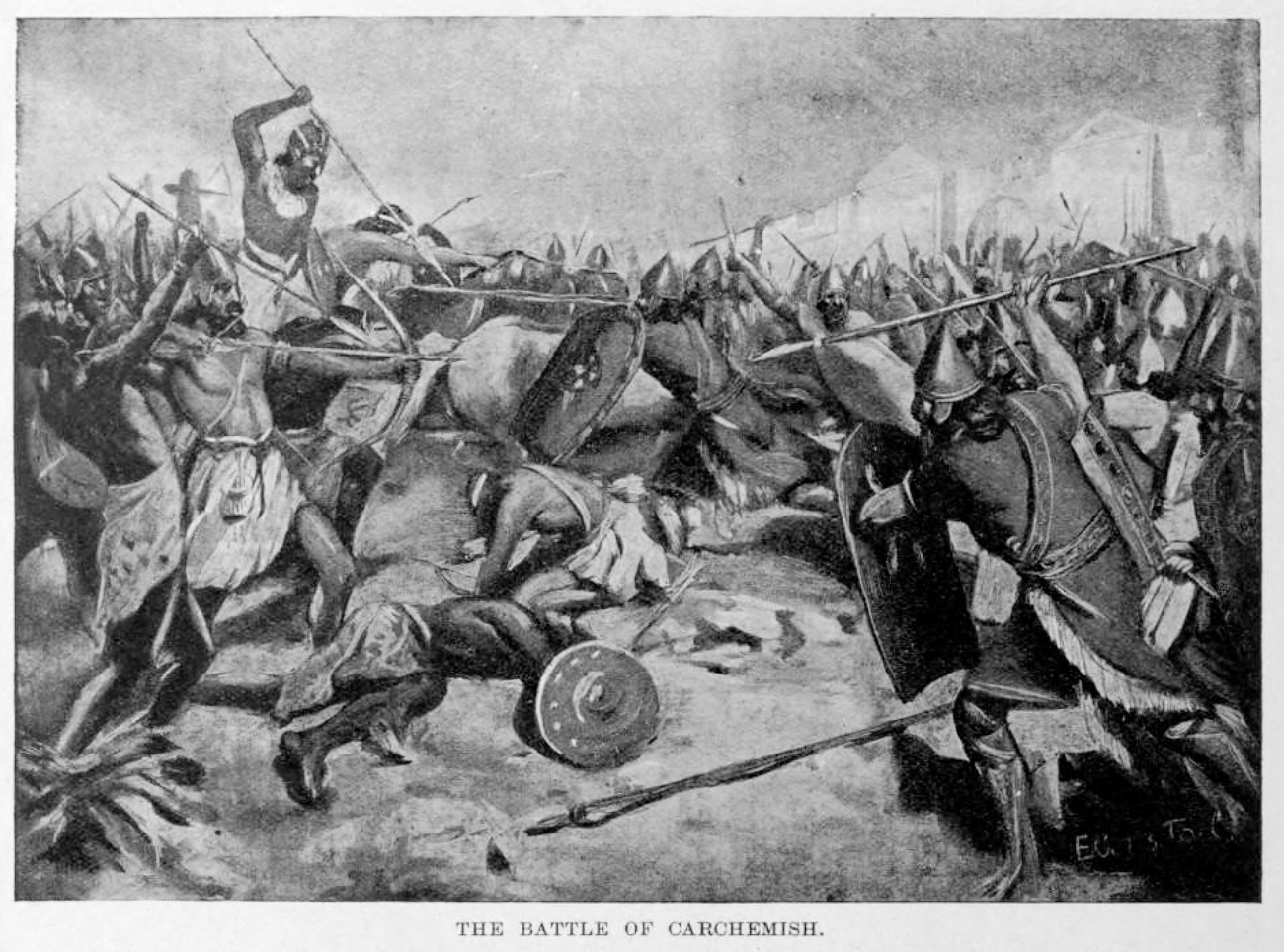
En 605 a. C., una última fuerza egipcia luchó contra los babilonios en la batalla de Karkemish, ayudada por los restos del ejército de la antigua Asiria, pero también fue derrotada.

Un general llamado Ashur-uballit II fue declarado rey de Asiria, y con el apoyo militar tardío del faraón egipcio Necao II, que deseaba contener el avance hacia el oeste del imperio neobabilónico, resistió en Harrán hasta 609 a. C. La ayuda egipcia continuó a los asirios, quienes desesperadamente intentaron frenar el creciente poder de los babilonios y los medos.
En 609 a. C., en la batalla de Meguido, una fuerza egipcia derrotó a una fuerza de Judea bajo el mando del rey Josías y logró alcanzar los últimos restos del ejército asirio. En una batalla final en Harrán en 609 a. C., los babilonios y los medos derrotaron la alianza asirio-egipcia, tras lo cual Asiria dejó de existir como un estado independiente. En 605 a. C., otra fuerza egipcia luchó contra los babilonios (la batalla de Karkemish), ayudada por los restos del ejército de la antigua Asiria, pero también fue derrotada.